# Charles Braibant
Charles Braibant  (Villemomble, 31 de marzo de 1889 – París, 23 de abril de 1976) fue un archivista, escritor y novelista francés.
Después de graduarse como archivista en la École Nationale des Chartes en 1914, sirvió como Jefe del servicio de archivo y librería de la Marina francesa ("Chef du service des archives et bibliothèques de la Marine") de 1919 hasta 1944. Gracias a ese puesto, encontró tiempo para escribir números libros tanto de ficción como de no ficción. Su obra más destacada fue Le roi dort, que ganó el Premio Renaudot en 1933.
Posteriormente, fue director de los Archivos nacionales de Francia de 1948 hasta 1959, y Presidente del Consejo Internacional de Archivos de 1950 hasta 1954. Después de su retiro, escribió otros títulos como Félix Faure à l’Élysée (1963) y Histoire de la Tour Eiffel (1964).

## Premios y distinciones
- 1933 Premio Renaudot